# Les 100 meilleurs livres de tous les temps selon le Cercle norvégien du livre
Les 100 meilleurs livres de tous les temps est une liste de cent œuvres littéraires, établie en 2002 par le Cercle norvégien du livre à partir des propositions de 100 écrivains issus de 54 pays différents. Chaque écrivain a choisi 10 livres.
La liste essaie de refléter la littérature mondiale avec des livres de pays, cultures et âges différents. La liste n’est pas un classement des œuvres entre elles. Parmi la liste, le jury a choisi Don Quichotte comme meilleure « œuvre littéraire jamais écrite ».

## Liste des 100 meilleurs livres de tous les temps
Dix auteurs apparaissent plusieurs fois dans ce classement :
- 4 fois : Fiodor Dostoïevski
- 3 fois : Franz Kafka, William Shakespeare, Léon Tolstoï
- 2 fois : William Faulkner, Gustave Flaubert, Gabriel García Márquez, Homère, Thomas Mann et Virginia Woolf.

Sept auteurs ont été inscrits sur cette liste de leur vivant : Chinua Achebe (mort en 2013), Gabriel García Márquez (mort en 2014), Günter Grass (mort en 2015), Doris Lessing (morte en 2013), Toni Morrison (morte en 2019), Salman Rushdie et José Saramago (mort en 2010).
| Titre                                           | Auteur                     | Année                                                             | Genre littéraire                                                | Pays                             |
| ----------------------------------------------- | -------------------------- | ----------------------------------------------------------------- | --------------------------------------------------------------- | -------------------------------- |
| Tout s'effondre                                 | Chinua Achebe              | 1958                                                              | Romanesque (roman)                                              | Nigeria                          |
| Contes                                          | Hans Christian Andersen    | 1835-1837                                                         | Romanesque (recueil de contes)                                  | Danemark                         |
| Orgueil et Préjugés                             | Jane Austen                | 1813                                                              | Romanesque (roman)                                              | Royaume-Uni                      |
| Le Père Goriot                                  | Honoré de Balzac           | 1835                                                              | Romanesque (roman)                                              | France                           |
| Trilogie : Molloy, Malone meurt, L'Innommable   | Samuel Beckett             | 1951-1953                                                         | Romanesque (trilogie romanesque)                                | Irlande                          |
| Décaméron                                       | Boccace                    | 1349-1353                                                         | Romanesque (recueil de nouvelles)                               | Italie                           |
| Fictions                                        | Jorge Luis Borges          | 1944                                                              | Romanesque (recueil de nouvelles)                               | Argentine                        |
| Les Hauts de Hurlevent                          | Emily Brontë               | 1847                                                              | Romanesque (roman)                                              | Royaume-Uni                      |
| L'Étranger                                      | Albert Camus               | 1942                                                              | Romanesque (roman)                                              | France                           |
| Les poèmes de...                                | Paul Celan                 | 1952                                                              | Poésie (œuvre poétique)                                         | Roumanie France                  |
| Voyage au bout de la nuit                       | Louis-Ferdinand Céline     | 1932                                                              | Romanesque (roman)                                              | France                           |
| Don Quichotte                                   | Miguel de Cervantes        | 1605-1615                                                         | Romanesque (roman)                                              | Espagne                          |
| Les Contes de Canterbury                        | Geoffrey Chaucer           | XIVe siècle                                                       | Romanesque (recueil de nouvelles)                               | Royaume-Uni                      |
| Nostromo                                        | Joseph Conrad              | 1904                                                              | Romanesque (roman)                                              | Royaume-Uni                      |
| Divine Comédie                                  | Dante Alighieri            | 1300                                                              | Poésie (épopée)                                                 | Italie                           |
| Les Grandes Espérances                          | Charles Dickens            | 1861                                                              | Romanesque (roman)                                              | Royaume-Uni                      |
| Jacques le Fataliste et son maître              | Denis Diderot              | 1796                                                              | Romanesque (roman)                                              | France                           |
| Berlin Alexanderplatz                           | Alfred Döblin              | 1929                                                              | Romanesque (roman)                                              | Allemagne                        |
| Crime et Châtiment                              | Fiodor Dostoïevski         | 1866                                                              | Romanesque (roman)                                              | Empire russe                     |
| L'Idiot                                         | Fiodor Dostoïevski         | 1869                                                              | Romanesque (roman)                                              | Empire russe                     |
| Les Démons                                      | Fiodor Dostoïevski         | 1872                                                              | Romanesque (roman)                                              | Empire russe                     |
| Les Frères Karamazov                            | Fiodor Dostoïevski         | 1880                                                              | Romanesque (roman)                                              | Empire russe                     |
| Middlemarch                                     | George Eliot               | 1871                                                              | Romanesque (roman)                                              | Royaume-Uni                      |
| Homme invisible, pour qui chantes-tu ?          | Ralph Ellison              | 1952                                                              | Romanesque (roman)                                              | États-Unis                       |
| Médée                                           | Euripide                   | 431 av. J.-C.                                                     | Théâtre (tragédie)                                              | Grèce antique                    |
| Absalon, Absalon !                              | William Faulkner           | 1936                                                              | Romanesque (roman)                                              | États-Unis                       |
| Le Bruit et la Fureur                           | William Faulkner           | 1929                                                              | Romanesque (roman)                                              | États-Unis                       |
| Madame Bovary                                   | Gustave Flaubert           | 1857                                                              | Romanesque (roman)                                              | France                           |
| L'Éducation sentimentale                        | Gustave Flaubert           | 1869                                                              | Romanesque (roman)                                              | France                           |
| Romancero gitano                                | Federico García Lorca      | 1928                                                              | Poésie (recueil de poèmes)                                      | Espagne                          |
| Cent ans de solitude                            | Gabriel García Márquez     | 1967                                                              | Romanesque (roman)                                              | Colombie                         |
| L'Amour aux temps du choléra                    | Gabriel García Márquez     | 1985                                                              | Romanesque (roman)                                              | Colombie                         |
| Épopée de Gilgamesh                             | Anonyme                    | 1900-1800 av. J.-C. (XVIIe – XVIIIe siècle av. J.-C.)             | Poésie (épopée)                                                 | Mésopotamie                      |
| Faust                                           | Johann Wolfgang von Goethe | 1808                                                              | Théâtre (tragédie)                                              | Allemagne                        |
| Les Âmes mortes                                 | Nicolas Gogol              | 1842                                                              | Romanesque (roman)                                              | Empire russe                     |
| Le Tambour                                      | Günter Grass               | 1959                                                              | Romanesque (roman)                                              | Allemagne                        |
| Diadorim (Grande Sertão: veredas)               | João Guimarães Rosa        | 1956                                                              | Romanesque (roman)                                              | Brésil                           |
| La Faim                                         | Knut Hamsun                | 1890                                                              | Romanesque (roman)                                              | Norvège                          |
| Le Vieil Homme et la Mer                        | Ernest Hemingway           | 1952                                                              | Romanesque (roman)                                              | États-Unis                       |
| Iliade                                          | Homère                     | 850-750 av. J.-C.                                                 | Poésie (épopée)                                                 | Grèce antique                    |
| Odyssée                                         | Homère                     | 850-750 av. J.-C.                                                 | Poésie (épopée)                                                 | Grèce antique                    |
| Une maison de poupée                            | Henrik Ibsen               | 1879                                                              | Théâtre (pièce de théâtre)                                      | Norvège                          |
| Livre de Job                                    | Anonyme                    | VIe - IVe siècle av. J.-C                                         | Écrit religieux (poème en prose)                                | Empire achéménide                |
| Ulysse                                          | James Joyce                | 1922                                                              | Romanesque (roman)                                              | Irlande                          |
| Les nouvelles de...                             | Franz Kafka                | 1924 (environ)                                                    | Romanesque (nouvelles)                                          | Autriche-Hongrie Tchécoslovaquie |
| Le Procès                                       | Franz Kafka                | 1925                                                              | Romanesque (roman)                                              | Autriche-Hongrie Tchécoslovaquie |
| Le Château                                      | Franz Kafka                | 1926                                                              | Romanesque (roman)                                              | Autriche-Hongrie Tchécoslovaquie |
| La Reconnaissance de Shâkountalâ                | Kâlidâsa                   | av. J.-C., 100 à 300 apr. J.-C. (IIe siècle av. J.-C.-IVe siècle) | Théâtre (drame)                                                 | Inde                             |
| Le Grondement de la montagne                    | Yasunari Kawabata          | 1954                                                              | Romanesque (roman)                                              | Japon                            |
| Alexis Zorba                                    | Níkos Kazantzákis          | 1946                                                              | Romanesque (roman)                                              | Grèce                            |
| Amants et Fils                                  | D. H. Lawrence             | 1913                                                              | Romanesque (roman)                                              | Royaume-Uni                      |
| Gens indépendants (en)                          | Halldór Laxness            | 1934-1935                                                         | Romanesque (roman)                                              | Islande                          |
| Les poèmes de...                                | Giacomo Leopardi           | 1818                                                              | Poésie (œuvre poétique)                                         | Italie                           |
| Le Carnet d'or                                  | Doris Lessing              | 1962                                                              | Romanesque (roman)                                              | Royaume-Uni                      |
| Fifi Brindacier                                 | Astrid Lindgren            | 1945                                                              | Romanesque (roman)                                              | Suède                            |
| Le Journal d'un fou                             | Lu Xun                     | 1918                                                              | Romanesque (nouvelle)                                           | Chine                            |
| Mahâbhârata                                     | Anonyme                    | 300 av. J.-C. (IVe siècle av. J.-C.)                              | Poésie (épopée)                                                 | Inde                             |
| Les Fils de la Médina                           | Naguib Mahfouz             | 1959                                                              | Romanesque (roman)                                              | Égypte                           |
| Les Buddenbrook                                 | Thomas Mann                | 1901                                                              | Romanesque (roman)                                              | Allemagne                        |
| La Montagne magique                             | Thomas Mann                | 1924                                                              | Romanesque (roman)                                              | Allemagne                        |
| Moby Dick                                       | Herman Melville            | 1851                                                              | Romanesque (roman)                                              | États-Unis                       |
| Les Mille et Une Nuits                          | Anonyme                    | 800 (IXe siècle)                                                  | Romanesque (recueil de contes)                                  | Civilisation islamique           |
| Essais                                          | Michel de Montaigne        | 1595                                                              | Argumentation (essai philosophique)                             | France                           |
| La storia                                       | Elsa Morante               | 1974                                                              | Romanesque (roman)                                              | Italie                           |
| Beloved                                         | Toni Morrison              | 1987                                                              | Romanesque (roman)                                              | États-Unis                       |
| Le Dit du Genji                                 | Murasaki Shikibu           | 1000 (XIe siècle)                                                 | Romanesque (roman)                                              | Japon                            |
| L'Homme sans qualités                           | Robert Musil               | 1930-1932                                                         | Romanesque (roman inachevé)                                     | Autriche                         |
| Lolita                                          | Vladimir Nabokov           | 1955                                                              | Romanesque (roman)                                              | Russie/ États-Unis               |
| Saga de Njáll le Brûlé                          | Anonyme                    | 1200 (XIIIe siècle)                                               | Romanesque (saga islandaise)                                    | Islande                          |
| 1984                                            | George Orwell              | 1949                                                              | Romanesque (roman)                                              | Royaume-Uni                      |
| Les Métamorphoses                               | Ovide                      | 1 (Ier siècle)                                                    | Poésie (poème épique)                                           | Rome antique                     |
| Le Livre de l'intranquillité                    | Fernando Pessoa            | 1982                                                              | Poésie (recueil de poèmes en prose, de pensées, d'aphorismes …) | Portugal                         |
| Les Contes d'...                                | Edgar Allan Poe            | 1840 (XIXe siècle)                                                | Romanesque (nouvelles et contes)                                | États-Unis                       |
| À la recherche du temps perdu                   | Marcel Proust              | 1913-1927                                                         | Romanesque (romans)                                             | France                           |
| Gargantua et Pantagruel                         | François Rabelais          | 1532-1534                                                         | Romanesque (romans)                                             | France                           |
| Pedro Páramo                                    | Juan Rulfo                 | 1955                                                              | Romanesque (roman)                                              | Mexique                          |
| Masnavî                                         | Djalâl ad-Dîn Rûmî         | 1200 (XIIIe siècle)                                               | Poésie (recueil de poèmes mystiques)                            | Iran                             |
| Les Enfants de minuit                           | Salman Rushdie             | 1981                                                              | Romanesque (roman)                                              | Inde Royaume-Uni                 |
| Le Jardin des fruits                            | Saadi                      | 1257                                                              | Poésie (recueil de poèmes)                                      | Iran                             |
| Saison de la migration vers le nord             | Tayeb Salih                | 1971                                                              | Romanesque (roman)                                              | Soudan                           |
| L'Aveuglement                                   | José Saramago              | 1995                                                              | Romanesque (roman)                                              | Portugal                         |
| Hamlet                                          | William Shakespeare        | 1603                                                              | Théâtre (tragédie)                                              | Royaume-Uni                      |
| Le Roi Lear                                     | William Shakespeare        | 1608                                                              | Théâtre (tragédie)                                              | Royaume-Uni                      |
| Othello ou le Maure de Venise                   | William Shakespeare        | 1622                                                              | Théâtre (tragédie)                                              | Royaume-Uni                      |
| Œdipe roi                                       | Sophocle                   | 430 av. J.-C.                                                     | Théâtre (tragédie)                                              | Grèce antique                    |
| Le Rouge et le Noir                             | Stendhal                   | 1830                                                              | Romanesque (roman)                                              | France                           |
| Vie et opinions de Tristram Shandy, gentilhomme | Laurence Sterne            | 1760                                                              | Romanesque (roman)                                              | Irlande                          |
| La Conscience de Zeno                           | Italo Svevo                | 1923                                                              | Romanesque (roman)                                              | Italie                           |
| Les Voyages de Gulliver                         | Jonathan Swift             | 1726                                                              | Romanesque (roman)                                              | Irlande                          |
| Récits divers                                   | Anton Tchekhov             | 1886                                                              | Romanesque (récits)                                             | Empire russe                     |
| Guerre et Paix                                  | Léon Tolstoï               | 1865-1869                                                         | Romanesque (roman)                                              | Empire russe                     |
| Anna Karénine                                   | Léon Tolstoï               | 1877                                                              | Romanesque (roman)                                              | Empire russe                     |
| La Mort d'Ivan Ilitch                           | Léon Tolstoï               | 1886                                                              | Romanesque (roman)                                              | Empire russe                     |
| Les Aventures de Huckleberry Finn               | Mark Twain                 | 1884                                                              | Romanesque (roman picaresque)                                   | États-Unis                       |
| Rāmāyana                                        | Valmiki                    | 200 av. J.-C. à 200 apr. J.-C.                                    | Poésie (épopée)                                                 | Inde                             |
| Énéide                                          | Virgile                    | 29-19 av. J.-C.                                                   | Poésie (épopée)                                                 | Rome antique                     |
| Feuilles d'herbe                                | Walt Whitman               | 1855                                                              | Poésie (recueil de poèmes)                                      | États-Unis                       |
| Mrs Dalloway                                    | Virginia Woolf             | 1925                                                              | Romanesque (roman)                                              | Royaume-Uni                      |
| La Promenade au phare                           | Virginia Woolf             | 1927                                                              | Romanesque (roman)                                              | Royaume-Uni                      |
| Mémoires d'Hadrien                              | Marguerite Yourcenar       | 1951                                                              | Romanesque (roman)                                              | France/ États-Unis               |

## Livres datant duXXesièclefigurant dans cette liste
Cinq auteurs apparaissent plusieurs fois dans ce classement :
- 3 fois : l'Austro-Hongrois/Tchécoslovaque Franz Kafka
- 2 fois : l'Américain William Faulkner, le Colombien Gabriel García Márquez, l'Allemand Thomas Mann, la Britannique Virginia Woolf.

| Titre                                         | Auteur                 | Année          | Pays                             |
| --------------------------------------------- | ---------------------- | -------------- | -------------------------------- |
| Le monde s'effondre                           | Chinua Achebe          | 1958           | Nigeria                          |
| Trilogie : Molloy, Malone meurt, L'Innommable | Samuel Beckett         | 1951-1953      | Irlande                          |
| Fictions                                      | Jorge Luis Borges      | 1944           | Argentine                        |
| L'Étranger                                    | Albert Camus           | 1942           | France                           |
| Les poèmes de...                              | Paul Celan             | 1952           | Roumanie France                  |
| Voyage au bout de la nuit                     | Louis-Ferdinand Céline | 1932           | France                           |
| Nostromo                                      | Joseph Conrad          | 1904           | Royaume-Uni                      |
| Berlin Alexanderplatz                         | Alfred Döblin          | 1929           | Allemagne                        |
| Homme invisible, pour qui chantes-tu ?        | Ralph Ellison          | 1952           | États-Unis                       |
| Absalon, Absalon !                            | William Faulkner       | 1936           | États-Unis                       |
| Le Bruit et la Fureur                         | William Faulkner       | 1929           | États-Unis                       |
| Romancero gitano                              | Federico García Lorca  | 1928           | Espagne                          |
| Cent ans de solitude                          | Gabriel García Márquez | 1967           | Colombie                         |
| L'Amour aux temps du choléra                  | Gabriel García Márquez | 1985           | Colombie                         |
| Le Tambour                                    | Günter Grass           | 1959           | Allemagne                        |
| Diadorim (Grande Sertão: veredas)             | João Guimarães Rosa    | 1956           | Brésil                           |
| Le Vieil Homme et la Mer                      | Ernest Hemingway       | 1952           | États-Unis                       |
| Ulysse                                        | James Joyce            | 1922           | Irlande                          |
| Les nouvelles de...                           | Franz Kafka            | 1924 (environ) | Autriche-Hongrie Tchécoslovaquie |
| Le Procès                                     | Franz Kafka            | 1925           | Autriche-Hongrie Tchécoslovaquie |
| Le Château                                    | Franz Kafka            | 1926           | Autriche-Hongrie Tchécoslovaquie |
| Le Grondement de la montagne                  | Yasunari Kawabata      | 1954           | Japon                            |
| Alexis Zorba                                  | Níkos Kazantzákis      | 1946           | Grèce                            |
| Amants et Fils                                | D. H. Lawrence         | 1913           | Royaume-Uni                      |
| Gens indépendants                             | Halldór Laxness        | 1934-1935      | Islande                          |
| Le Carnet d'or                                | Doris Lessing          | 1962           | Royaume-Uni                      |
| Fifi Brindacier                               | Astrid Lindgren        | 1945           | Suède                            |
| Le Journal d'un fou                           | Lu Xun                 | 1918           | Chine                            |
| Les Fils de la Médina                         | Naguib Mahfouz         | 1959           | Égypte                           |
| Les Buddenbrook                               | Thomas Mann            | 1901           | Allemagne                        |
| La Montagne magique                           | Thomas Mann            | 1924           | Allemagne                        |
| La storia                                     | Elsa Morante           | 1974           | Italie                           |
| Beloved                                       | Toni Morrison          | 1987           | États-Unis                       |
| L'Homme sans qualités                         | Robert Musil           | 1930-1932      | Autriche                         |
| Lolita                                        | Vladimir Nabokov       | 1955           | Russie/ États-Unis               |
| 1984                                          | George Orwell          | 1949           | Royaume-Uni                      |
| Le Livre de l'intranquillité                  | Fernando Pessoa        | 1982           | Portugal                         |
| À la recherche du temps perdu                 | Marcel Proust          | 1913-1927      | France                           |
| Pedro Páramo                                  | Juan Rulfo             | 1955           | Mexique                          |
| Les Enfants de minuit                         | Salman Rushdie         | 1981           | Inde Royaume-Uni                 |
| Saison de la migration vers le nord           | Tayeb Saleh            | 1971           | Soudan                           |
| L'Aveuglement                                 | José Saramago          | 1995           | Portugal                         |
| La Conscience de Zeno                         | Italo Svevo            | 1923           | Italie                           |
| Mrs Dalloway                                  | Virginia Woolf         | 1925           | Royaume-Uni                      |
| La Promenade au phare                         | Virginia Woolf         | 1927           | Royaume-Uni                      |
| Mémoires d'Hadrien                            | Marguerite Yourcenar   | 1951           | France/ États-Unis               |